# 多布羅斯拉夫
多布羅斯拉夫（烏克蘭語：Доброслав）是烏克蘭的市級鎮，位於該國西南部，由敖德薩州敖德萨区多布罗斯拉夫市镇負責管轄，曾是利曼區的首府，面積3.4平方公里，2022年人口6,791，人口密度每平方公里1,842人。该镇1935年前称为安东诺沃-科金采韦（烏克蘭語：Антоново-Кодинцеве），1935—2016年间称为共产国际村（烏克蘭語：Комінтернівське）。

## 历史
安东诺沃-科金采韦村始建于1802年，当时是作为农奴村。1818年首座教堂落成。
1905年革命期间，该村农民也参加了起义。1907年，农民运动再次兴起，但在次年被镇压，27人被逮捕。第一次世界大战爆发后，田地大量荒废、或由妇女和老人耕种。十月革命后，重新分配了地主的土地；但在1918年曾被奥匈帝国、和英法干预军先后短暂占领。
1920年建立了苏维埃政权，并建立了苏联共青团的组织。20年代后期，开始农业集体化。在苏德战争爆发前，苏联政府投入8.6万卢布修建街道、住宅和发电厂等，并将这里更名为共产国际村。
苏德战争爆发的第二天，共产国际村的村民就组成了100人的战斗营，几天后又组成了240人的另一个防卫营，但在德军的进攻下逐渐败退，残部曾参加敖德萨战役；7月底，集体农庄开始组织牲畜和设备撤退；8月12日，沦陷于纳粹德国。德军将至少126名年轻人抓走并强制劳动，烧毁了所有行政、文化建筑和民宅，完全抢劫了集体农场。1944年4月5日，苏联红军解放了共产国际村。
战后，共产国际村的经济得到恢复，并发展了畜牧业、林果业（主要种植葡萄和苹果）和渔业等产业。1965年升为市级镇，镇里的医院有100张床位。
2016年改名为多布罗斯拉夫。2020年乌克兰行政区划改革后，伴随利曼區整体并入敖德萨区。

## 教育
在19世纪70年代，镇里有2座学校、67名学生。到20世纪60年代，镇里共有43位教师，学校图书1.4万册。
在20世纪20年代，政府亦通过讲座等方式教授农民相关知识。